# 哥斯达黎加军事
哥斯达黎加是世界上少數沒有軍隊的國家，從1949年起，哥斯大黎加就廢除了軍隊，並且將之明文寫在該國的哥斯大黎加憲法第12條憲法中，自1986年起，每年的12月1日為哥斯大黎加的廢除軍隊日（西班牙語：Día de la Abolición del Ejército）。